# Lino Banfi

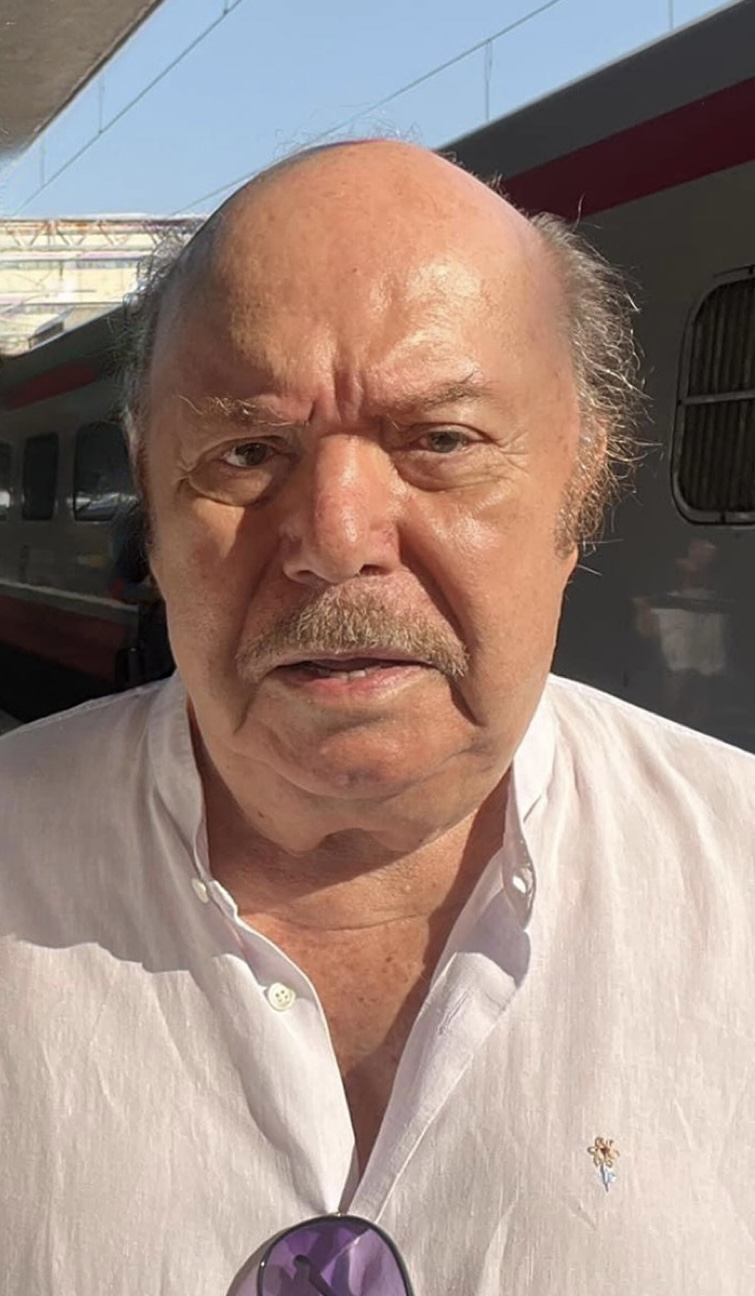
Lino Banfi (2022)

Lino Banfi (eigentlich Pasquale Zagaria; *  9. Juli 1936 in Andria) ist ein italienischer Schauspieler.
Bekannt für seinen apulischen Akzent, wird er von vielen als einer der markantesten und talentiertesten Komiker Italiens in der Nachkriegs-Ära angesehen. Seine erotischen Komödien in den 1970er Jahren wurden in ihrer Zeit wegen Szenen von Nacktheit und vulgärer Sprache kritisiert. Zusammen mit den Kollegen Lando Buzzanca, Renzo Montagnani, Mario Carotenuto, Gianfranco D’Angelo, Aldo Maccione und Alvaro Vitali machte er diese „Italo-Komödien“ sehr erfolgreich und populär.

## Leben
Banfi verlebte seine Kindheit und Jugend in Canosa di Puglia. Mit seiner Frau Lucia war er von 1962 bis zu ihrem Tod im Februar 2023 verheiratet, hat einen Sohn (Walter) und eine Tochter (Rosanna), die ebenfalls beide Schauspieler wurden. Seine katholische Familie hätte ihn gerne auf eine Priesterschule geschickt, aber er fühlte sich eher zum „spettacolo“ als Sänger auf Festen seiner Umgebung hingezogen.
Mit 18 Jahren ging Banfi 1954 nach Mailand und spielte nach Anfängen in Laienspielgruppen an den Theatern von Mailand, Turin und Genua. Genau dort, nachdem er mit Arturo Vetrani zusammenarbeitete, begann er seine Karriere als Komiker. Hier brachte er typische Elemente seiner heimatlichen Region wie den Dialekt und die Art der Sprache und deren Gesten mit ein. Er begann unter dem Pseudonym Lino Zaga. Der berühmte Totò war es dann, der ihm dazu riet, seinen Nachnamen in Banfi zu ändern.
Ab der Mitte der 1960er Jahre wandte er sich nicht nur von der Revue ab und dem Kabarett zu, sondern wurde auch in zahlreichen Filmen eingesetzt; er war eines der Aushängeschilder der italienischen Sexy Comedies, die zwischen 1974 und 1982 ihren Höhepunkt erlebten. Meist war Banfi dort nicht gefordert; bei nur wenigen Gelegenheiten konnte er seine Fähigkeiten zeigen, so in Dino Risis Il commissario Lo Gatto 1986. In den 1980er Jahren gehörte er zu den Lieblingsschauspielern Nero Parentis.
Im neuen Jahrtausend war Banfi mit der vielfach fortgesetzten Fernsehserie Un medico in famiglia erfolgreich.
Banfi ist UNICEF-Botschafter seines Heimatlandes.

## Filmografie (Auswahl)

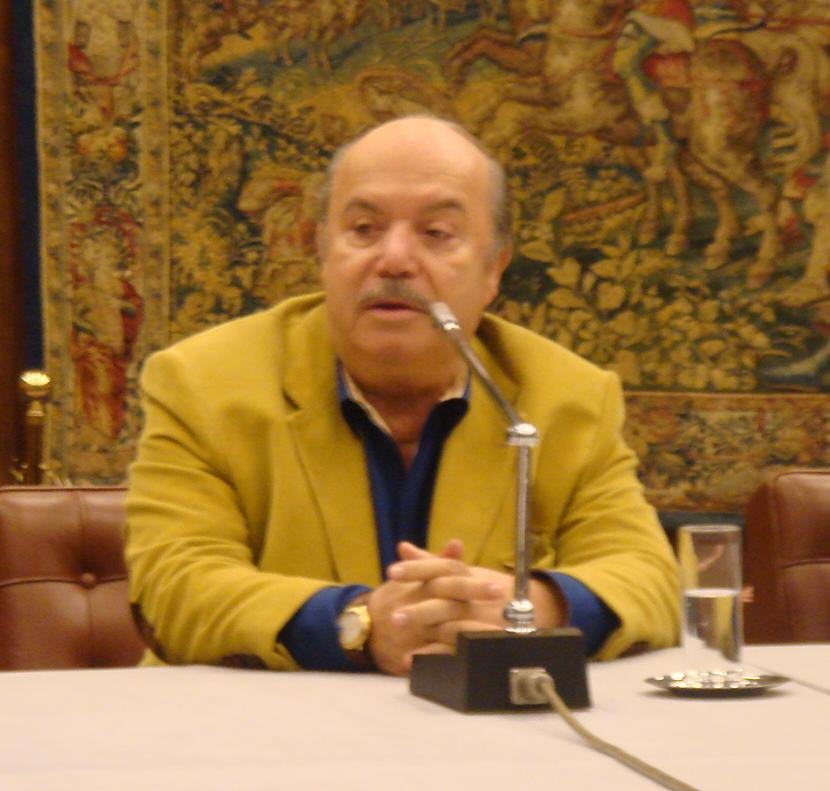
Lino Banfi in Rom 2006

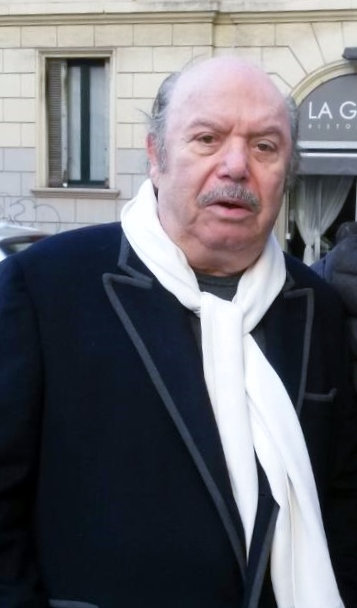
Lino Banfi in Mailand 2015

- 1964: Das Großmaul (I due evasi di Sing Sing)
- 1965: Ein General und noch zwei Trottel (Due marines e un generale)
- 1965: Zwei Trottel gegen Goldfinger (Due mafiosi contro Goldginger)
- 1966: Angélique und der König (Angélique et le roi)
- 1966: Seitensprung auf Italienisch (Adulterio all'italiana)
- 1968: Ein rabenschwarzes Schaf (La pecora nera)
- 1968: Die tolldreisten Kerle vom Löschzug 34 (I due pompieri)
- 1969: Die Freundin war immer dabei (Certo, certissimo, anzi… probabile)
- 1969: Schulmädchen lieben heiß (Oh dolci baci e languide carezze)
- 1969: 2 Trottel als Revolverhelden (Franco e Ciccio sul sentiero di guerra)
- 1971: Untersuchungshaft (Detenuto in attesa di giudizio)
- 1971: Zwei irre Typen außer Rand und Band (Venga a fare il soldato da noi)
- 1972: Zwei Trottel als Bruchpiloten (Continuavano a chiamarli i due piloti più matti del mondo)
- 1972: Boccaccio (Boccaccio)
- 1973: Herr General, Sie könn uns mal (4 marmittoni alle grandi manovre)
- 1973: Ein Pate kommt selten allein (L'altra faccia del padrino)
- 1974: Der Filou (Peccato veniale)
- 1975: Ich polier Dir Deine Glatze (Colpo in canna)
- 1976: Das Hotel der heißen Teens (L'affittacamere)
- 1977: Schieß Du… ich hol’ Verpflegung (Kakkientruppen)
- 1977: Süße Sechzehn – Sweet Sixteen (La compagna di banco)
- 1978: Flotte Teens jetzt ohne Jeans (La liceale nella classe dei ripetenti)
- 1978: Flotte Teens und die neue Schulmieze (L'insegnante va in collegio)
- 1978: Die Hauslehrerin (L'insegnante viene a casa)
- 1978: Die trüben Tassen der Stube 9 (La soldatessa alle grandi manovre)
- 1979: Flotte Teens und Sex nach Noten (L'insegnante balla… con tutta la classe)
- 1979: Der Idiotenzwinger (L'infermiera nella corsia dei militari)
- 1979: Jetzt treibt sie’s auch noch mit dem Pauker (La liceale seduce i professori)
- 1979: Nachtschwester müsste man sein (L'infermiera di notte)
- 1979: Das Schlitzohr von der Sitte (La poliziotta della squadra del buon costume)
- 1979: Ein total versautes Wochenende (Sabato, domenica e venerdì)
- 1980: Die Schulschwänzerin (La ripetente fa l'occhietto al preside)
- 1980: Helm auf – Hose runter (La dottoressa ci sta col colonnello)
- 1980: Urlaubsreport alleinstehender Frauen (La moglie in vacanza… l'amante in città)
- 1981: Der doppelte Held (Fracchia, la belva umana)
- 1981: Love Spaghetti Love (Spaghetti a mezzanotte)
- 1986: Il commissario Lo Gatto
- 1986: Im Kaufhaus ist die Hölle los (Grandi magazzini)
- 1986: Klauen will gelernt sein (Scuola di ladri)
- 1987: Zwei Italiener mögen’s heiß (Bellifreschi)
- 1998–2009: Un medico in famiglia (Fernsehserie, 260 Folgen)
- 2000: Der Held aus Apulien (Vola Sciusciu) (Fernsehfilm)
- 2009: Maria, ihm schmeckt’s nicht!
- 2016: Der Vollposten (Quo vado?)
- 2022: Surprise Trip